# Kolibrien
Kolibrien (originaltitel The Humming Bird) er en amerikansk stumfilm fra 1924 af Sidney Olcott.

## Medvirkende
- Gloria Swanson som Toinette
- Edmund Burns som Randall Carey
- William Ricciardi som Papa Jacques
- Cesare Gravina som Charlot
- Mario Majeroni som La Roche
- Adrienne D'Ambricourt
- Helen Lindroth som Henrietta Rutherford